# Великокріпинський район
Великокріпинський район Ростовської області — адміністративно-територіальна одиниця, що існувала в РРФСР в 1937—1953 роках. 

## Історія
Великокріпинський район 13 вересня 1937 року увійшов до складу Ростовської області. 
У листопаді 1953 року Великокріпинський район було скасовано і його територія увійшла в Неклинівский й Родіоново-Несвітайський райони Ростовської області.